# Margaret Clay Ferguson
Margaret Clay Ferguson (1863 - 1951) est une botaniste américaine. Elle est connue pour ses travaux sur l'éducation scientifique en botanique. Elle a également contribué à l'histoire naturelle des pins nord-américains.

## Biographie
Née à Orleans, dans l'état de New York, en 1863, et elle suit les enseignements du Genesee Wesleyan Seminary à Lima, dans le même état. Elle va ensuite au Wellesley College, où elle obtient son diplôme en botanique et en chime en 1891. Elle devient docteure en botanique à l'Université Cornell en 1901.
Elle est la première femme Présidente de la Botanical Society of America en 1929.
Elle devient professeur de botanique et directrice du département du Wellesley College dans les années 1930.
Ferguson travaille sur une variété d'espèces, notamment les champignons, les pins et le pétunia. Son étude cette dernière a révélé comment les couleurs de la fleur de la plante et ses motifs ne suivent pas les lois de Mendel. Ferguson encourage de nombreuses femmes botanistes pendant sa carrière au Wellesley College, où elle enseigne principalement le travail en laboratoire.
En 1932, elle quitte Wellesley College, et continue la recherche jusqu'en 1938. Elle reçoit un doctorat honorifique du Mont Holyoke.
Pendant ses dernières années, elle vit quelque temps en Floride avant de déménager à San Diego, où elle meurt d'une crise cardiaque en 1951.
Des serres du jardin botanique du Wellesley College sont nommées en son honneur.

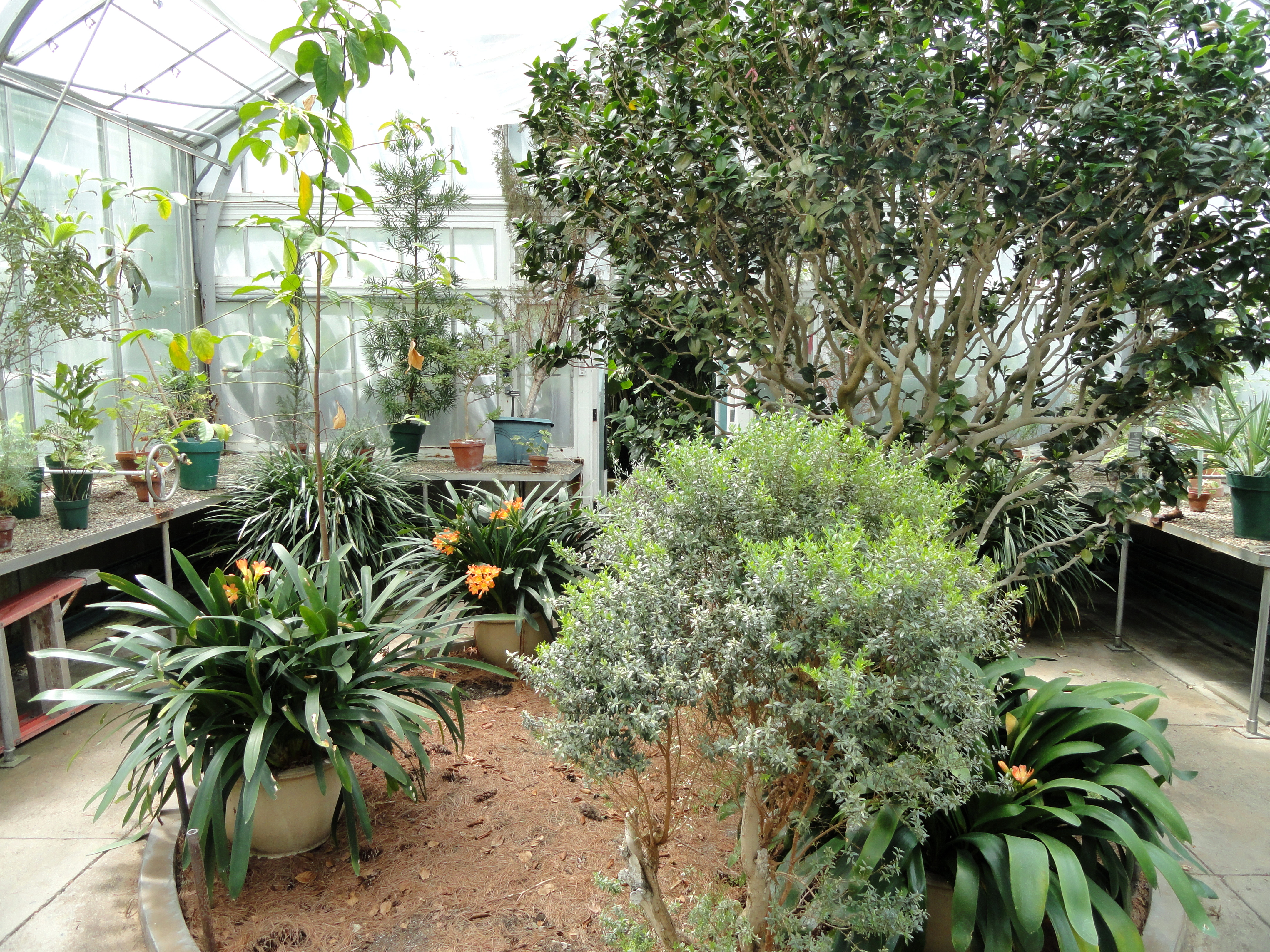
Serres Margaret C. Ferguson au Wellesley College.